# George Howes
William George Howes (ur. 4 grudnia 1879 w Southbridge, zm. 20 lutego 1946 w Dunedin) – nowozelandzki przedsiębiorca i entomolog, specjalizujący się w lepidopterologii.

## Życiorys
Urodził się w 1879 roku w Southbridge, jako najmłodsze z pięciu dzieci Cecilii Brown i Williama Howesa, urzędnika pocztowego i księgowego z Anglii. Pozostałe ich dzieci, w tym jego siostra, pisarka i nauczycielka Edith Howes, urodziły się zanim rodzina przybyła do Nowej Zelandii. Rodzina wcześnie przeprowadziła się do Ashburton i to tam George dokończył edukację szkolną. Już wówczas zbierał owady. Po ukończeniu szkoły rodzina przeprowadziła się do Invercargill. Tam podjął pracę w Bank of New Zealand. Wkrótce zmienił zatrudnienie na New Zealnd Pine Company, gdzie już w wieku 18 lat awansował. Od 1909 roku prowadził własny biznes w Dunedin. Przez większość życia mieszkał w tym mieście. Tam też zmarł nagłą śmiercią w 1946 roku.
Miał żonę, Beatrice, oraz czwórkę dzieci.

## Dorobek
Howes był autorem co najmniej 15 publikacji naukowych poświęconych nowozelandzkim motylom. Pierwszą z nich wydał wspólnie z Williamem Walterem Smithem na łamach Entomologist. Pozostałe ukazywały się głównie na łamach Transactions and proceedings of the New Zealand Institute oraz Transactions and Proceedings of the Royal Society of New Zealand. Howes opisał w nich liczne nowe dla nauki gatunki. Zbiór Howesa liczył tysiące okazów, w tym około 2 tysięcy motyli większych.
Howes wykładał na pół etatu historię naturalną na Otago University. W uznaniu jego wiedzy zaproszono go do udziału wyprawie naukowej na Wyspy Chatham w 1924 roku. Przez około 25 lat był kierownikiem Portobello Marine Biological Station, a w momencie śmierci zasiadał w jej radzie nadzorczej. Należał do Committee for Fresh-water Research.
Howes przez ponad 30 lat należał do Dunedin Naturalists Field Club. Przez wiele lat był jego prezydentem. Odpowiadał też za uformowanie w jego obrębie Sekcji Entomologicznej. Aktywnie udzielał się w Otago Acclimatisation Society, przez 20 lat zasiadał w jego radzie, po czym wybrany został jego emerytowanym członkiem dożywotnim. Zasiadał także w Otago Chamber of Commerce. Odegrał kluczową rolę w formowaniu Otago Bush Preservation Society, którego zadaniem było powstrzymanie wycinki nowozelandzkiego buszu.
Wziął udział w planowaniu i zarządzaniu akwarium w ramach New Zealand and South Seas International Exhibition w Logan Park w 1925 roku. Ze względu na niemożność sfinansowania tej inwestycji przez Acclimatisation Society ani spółki miejskie, założył do tego celu prywatne przedsiębiorstwo Aquarium Ltd.

## Uhonorowanie
Wybrano go członkiem American Entomological Society, Linnean Society of London oraz Royal Entomological Society of London.
Na jego cześć nazwano Molophilus howesi, gatunek muchówki z rodziny koziułkowatych.